# طارق إقبال
طارق إقبال (1964 بنيروبي في كينيا - ) (بالإنجليزية: Tariq Iqbal)‏ هو لاعب كريكت كيني. شارك مع منتخب كينيا الوطني للكريكت.

## وصلات خارجية
- طارق إقبال على موقع إي آس بي آن كريك إنفو (الإنجليزية)